# Fenwick (Virginia Occidental)
Fenwick es un lugar designado por el censo (en inglés, census-designated place, CDP) situado en el condado de Nicholas, Virginia Occidental, Estados Unidos. Según el censo de 2020, tiene una población de 69 habitantes.

## Geografía
La localidad está ubicada en las coordenadas 38°13′48″N 80°34′52″O / 38.23000, -80.58111 (38.229924, -80.581036). Según la Oficina del Censo, tiene una superficie total de 0.40 km², de los cuales 0.37 km² corresponden a tierra firme y 0.03 km² están cubiertos de agua.

## Demografía
Según el censo de 2020, hay 69 personas residiendo en la localidad. La densidad de población es de 190 hab./km². El 97.10% de los habitantes son blancos y el 2.90% son de una mezcla de razas. No hay hispanos o latinos viviendo en la zona.